# Physcomitrium pyriforme
Espèce
Synonymes
- Gymnostomum dilatatum P. Beauv.[1]
- Gymnostomum pyriforme Hedw.[1]
- Gymnostomum splachnoideum P. Beauv.[1]
- Gymnostomum tortipes Brid.[1]
- Physcomitrium australe Britt.[2]
- Physcomitrium australe E. Britton[1]
- Physcomitrium californicum Britt.[2]
- Physcomitrium californicum E. Britton[1]
- Physcomitrium drummondii Britt.[2]
- Physcomitrium drummondii E. Britton[1]
- Physcomitrium hookeri var. serratum Renauld & Cardot[1]
- Physcomitrium kellermanii var. drummondii (Britt.) Grout[2]
- Physcomitrium kellermanii Britt.[2]
- Physcomitrium kellermanii E. Britton[1]
- Physcomitrium martianovii var. majus Broth.[1]
- Physcomitrium megalocarpum var. californicum (Britt.) Grout[2]
- Physcomitrium megalocarpum Kindb.[2]
- Physcomitrium platyphyllum Kindb.[1]
- Physcomitrium pyriforme var. serratum (Ren. & Card.) Crum & Anderson[2]
- Physcomitrium rufipes Kindb.[1]
- Physcomitrium strangulatum Kindb.[1]
- Physcomitrium turbinatum var. langloisii (Ren. & Card.) Britt.[2]
- Physcomitrium turbinatum C. Müll. ex Lesq. & James[2]
- Physcomitrium turbinatum Müll. Hal. ex Lesq. & James[1]

Physcomitrium pyriforme est une espèce de Bryophytes du genre Physcomitrium.

## Liste des sous-espèces et variétés
Selon Tropicos (5 avril 2018) (Attention liste brute contenant possiblement des synonymes) :
- sous-espèce Physcomitrium pyriforme subsp. rostellatum Kindb.
- variété Physcomitrium pyriforme nothovar. limbatum Warnst.
- variété Physcomitrium pyriforme var. carinatum Warnst.
- variété Physcomitrium pyriforme var. cucullatum Schiffn.
- variété Physcomitrium pyriforme var. floridanum Renauld & Cardot
- variété Physcomitrium pyriforme var. langloisii Renauld & Cardot
- variété Physcomitrium pyriforme var. limbatum Warnst.
- variété Physcomitrium pyriforme var. pumilum Wilson
- variété Physcomitrium pyriforme var. renauldii Warnst.
- variété Physcomitrium pyriforme var. schultzii (Nees & Hornsch.) Brockm.
- variété Physcomitrium pyriforme var. serratum (Renauld & Cardot) H.A. Crum & L.E. Anderson
- variété Physcomitrium pyriforme var. tortipes (Brid.) Renauld & Cardot